# Pelucha
Pelucha (лат.) — монотипный род двудольных растений семейства Астровые (Asteraceae), включающий вид Pelucha trifida S.Watson. Выделен американским ботаником Серено Ватсоном в 1889 году.

## Распространение
Единственный вид является эндемиком Мексики, встречающийся локально на участках острова Сан-Педро-Мартир в Калифорнийском заливе.

## Общая характеристика
Кустарники.
Листья почти обратноланцетовидные, перистые, размещены очерёдно.
Соцветие — дисковидная корзинка, несёт густоопушённые обоеполые цветки с жёлтым венчиком.
Плод — семянка цилиндрической формы с опушённым придатком-паппусом.
Число хромосом — n=19.